# 全国軟式野球統一王座決定戦・ジャパンカップ
全国軟式野球統一王座決定戦・ジャパンカップ（ぜんこくなんしきやきゅうとういつおうざけっていせん・じゃぱんかっぷ）は、ストロングリーグが主催する軟式野球大会である。全国の軟式野球チームを中心に約1800チームが登録し、年間に複数の加盟大会がおこなわれる。それぞれの優勝チームによる全国大会として毎年開催される。

## 大会の概要
- 2001年にリーグ戦の第1回ストロングカップ開催。夏に選抜トーナメントである第1回SSが開催され、その年にジャパンカップの原形である関東統一王座決定戦を開催。
- 2002年にトーナメント戦の第1回エアロックカップ開催。
- 2003年にトーナメント戦の第1回エアロックカップ開催。
- 2004年には関西大会、沖縄県大会が開催され、関東統一王座決定戦は、全国統一王座決定戦ジャパンカップに名称変更され現在の形式となり、東西の決勝戦および、全国大会を東京ドームや京セラドーム大阪などで開催されるようになり、2013年からは甲子園で行われるようになった。

大会スポンサーに、ナガセケンコー、ゲータレードなどが参入するほか、京セラドーム大阪が、京セラドーム大阪杯などを共催している。その他、草野球のポータルサイトなどが協力企業としてバックアップする。
また、全日本軟式野球連盟(JSBB)に加盟し全国大会活躍するチームも多く、レベルの高い大会と言える。

## 参加資格
まず同加盟大会に参加し、優勝する必要がある。主にリーグ戦のストロングカップ、トーナメント戦のエアロックカップ、選抜トーナメント戦のサマーサスピシオン（SS）のほか、交流試合のピースファイルといったストロングリーグ主催の軟式野球大会が加盟団体として認められ、各優勝チームが招待される。他の団体からも招集される場合もある。その年の年間最優秀チーム決定戦としておこなわれる。関東大会、関西大会、全国大会があり、最終日は、東京ドーム、西武ドーム、京セラドーム大阪、明治神宮野球場などプロ野球チームのフランチャイズである野球場でおこなわれる。

## 歴代の優勝チーム
加盟大会の優勝チームは含まず、ジャパンカップ全国大会の優勝チーム（2011年以降は1部）のみ掲示。
- 2001年　イクターボ（東京都）
- 2002年　相模原ウインズ（神奈川県）
- 2003年　ピクシィーズ（神奈川県）
- 2004年　桜（沖縄県）
- 2005年　ヤンキース（東京都）※お笑いコンビプリンプリンのうな加藤が選手兼任監督を務めている。
- 2006年　ヤンキース（東京都 2連覇）
- 2007年　RED HILL（東京都 3連覇）
- 2008年　武磨（東京都 4連覇）
- 2009年　Y.Sクラブ（神奈川県）
- 2010年　Y.Sクラブ（神奈川県 2連覇）
- 2011年　T-Five（東京都）
- 2012年　TABOO（埼玉県）
- 2013年　GCアスレチックス（埼玉県 2連覇）
- 2014年　東京バンバータ（東京都）
- 2015年　小野建ライオンズ（千葉県）
- 2016年　新田クラブ（大阪府）
- 2017年　京北カイザース（京都府）